# 66 Андромеды
66 Андромеды (лат. 66 Andromedae, HD 15138) — двойная звезда в созвездии Андромеды на расстоянии приблизительно 178 световых лет (около 55 парсеков) от Солнца. Видимая звёздная величина звезды — +6,205m. Возраст звезды определён как около 1,273 млрд лет. Орбитальный период — около 10,99 суток.

## Характеристики
Первый компонент — жёлто-белая звезда спектрального класса F4V. Масса — около 1,38 солнечной, радиус — около 1,7 солнечного, светимость — около 4,9 солнечных. Эффективная температура — около 6627 K.
Второй компонент — жёлто-белая звезда спектрального класса F5V. Масса — около 1,5 солнечной, радиус — около 1,5 солнечного, светимость — около 3,8 солнечных.